# Dio

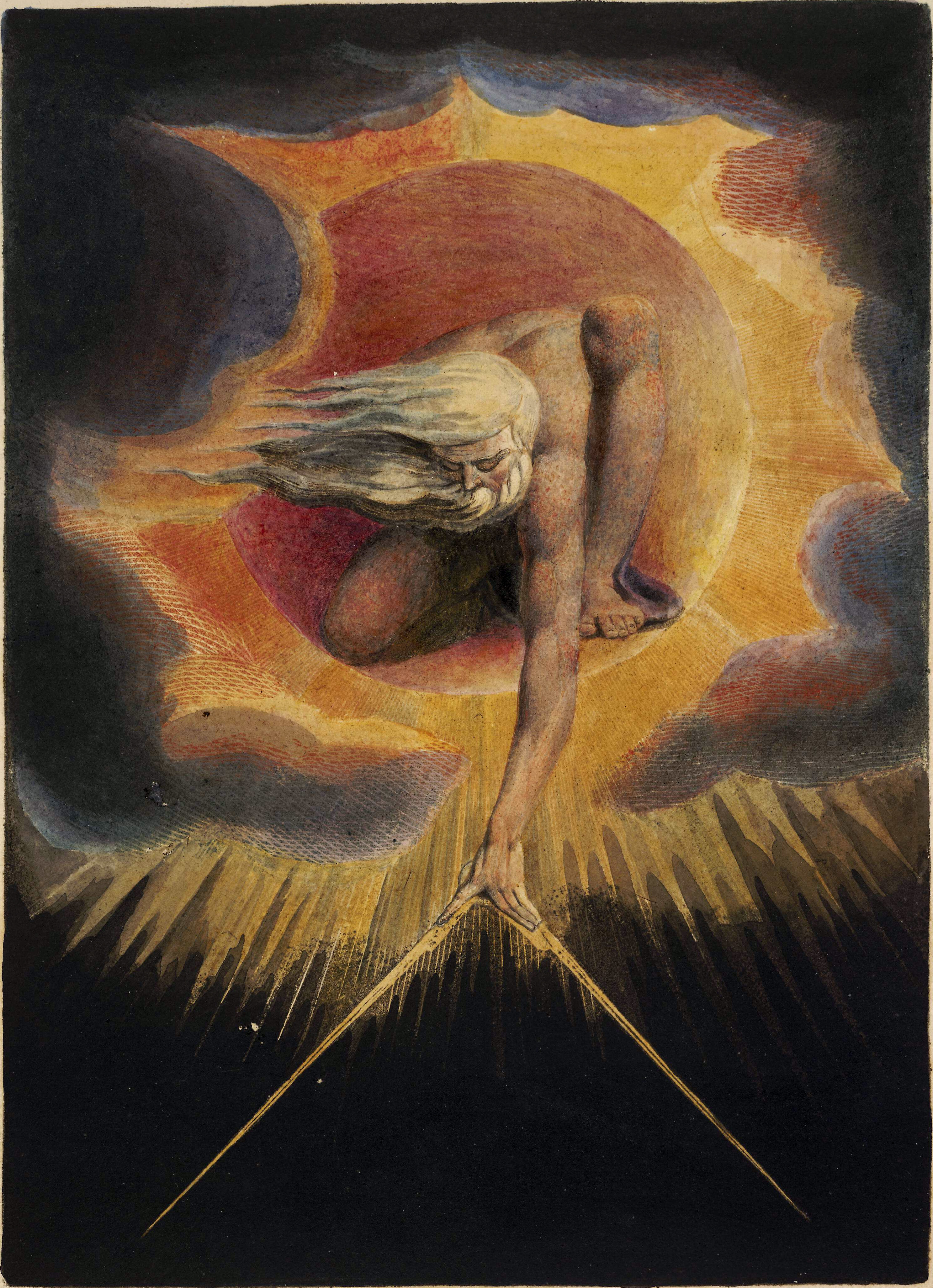
The Ancient of Days, incisione del pittore inglese William Blake (1794).

Un dio (o divinità) è un essere supremo oggetto di venerazione da parte degli uomini, che credono sia dotato di poteri straordinari; nelle diverse culture religiose viene variamente denominato e significato. Lo studio delle sue differenti rappresentazioni e del loro procedere storico è oggetto della scienza delle religioni e della fenomenologia della religione mentre l'esistenza, la natura e l'esperienza del divino sono oggetto di riflessione delle teologie e di alcuni ambiti filosofici come la metafisica, ma si riscontra anche in altri ambiti culturali, come la letteratura o l'arte, non necessariamente collegati con la pratica religiosa.
A seconda del fatto che il credo sia monoteista o politeista il dio oggetto di venerazione può essere uno oppure gli dèi venerati possono essere plurimi.

## I nomi della divinità: i loro significati e le loro origini

Ideogramma sumero per esprimere il sostantivo dingir, termine che indica una divinità e per questo veniva utilizzato come classificatore grafico, anteponendolo al nome della divinità

Evoluzione del tetragramma biblico YHWH, nome personale del dio della Bibbia, dall'alfabeto fenicio all'attuale ebraico

Il nome di Dio scritto nella calligrafia araba. Nell'Islam è considerato peccato antropomorfizzare Dio

I nomi utilizzati per indicare questa entità sono numerosi quanto numerose sono le lingue e le culture.
- Nelle lingue di origine latina come l'italiano (Dio), il francese (Dieu) e lo spagnolo (Dios), il termine deriva dal latino Deus (a sua volta collegato ai termini, sempre latini, di Divus, "splendente", e Dies, "giorno") proveniente dal termine indoeuropeo ricostruito *Deiwos. Il termine "Dio" è connesso quindi con la radice indoeuropea: *div/*dev/*diu/*dei, che ha il valore di "luminoso, splendente, brillante, accecante", collegata ad analogo significato con il sanscrito Dyáuh. Allo stesso modo si confronti il greco Δῖος e il genitivo di Ζεύς [Zèus] è Διός [Diòs], il sanscrito deva, l'aggettivo latino divus, l'ittita šiu.
- Nelle lingue di origine germanica come l'inglese (god), il tedesco (Gott), il danese (gud), il norvegese (gud), lo svedese (gud), sono relazionati all'antico frisone, all'antico sassone e all'olandese medievale got; all'antico e al medievale alto germanico got; al gotico gut; all'antico norvegese guth e goth nel probabile significato di "invocato". Maurice O'Connell Walshe[4] lo relaziona al sanscrito -hūta quindi *ghūta (invocato). Quindi forse da relazionare al gaelico e all'antico irlandese guth (voce) e all'antico celtico *gutus (radice *gut).[5]
- Nella lingua greca, antica e moderna, il termine è theós (θεός; pl. θεοί theòi). L'origine è incerta.[6] Émile Benveniste, tuttavia, nel suo Le Vocabulaire des institutions indo-européennes[7] collega theós a thes- (relazionato sempre al divino)[8] e questo a *dhēs che si ritrova nel plurale armeno dikc (gli "dèi", -kc è il segno plurale). Quindi per Émile Benveniste: «è del tutto possibile - ipotesi già avanzata da tempo - che si debba mettere in questa serie Theós 'Dio' il cui prototipo più verosimile sarebbe proprio *thesos. L'esistenza dell'armeno dikc 'dèi' permetterebbe allora di formare una coppia lessicale greco armena[9]».
- In ambito semitico il termine più antico è ʾEl (in ebraico אל), corrispondente all'accadico Ilu(m) (cuneiforme accadico ) e al cananaico ʾEl o ʾIl (fenicio ), la cui etimologia è oscura anche se sembrerebbe collegata alla nozione di "potenza".[10]
- Nell'ambito della letteratura religiosa ebraica i nomi con cui viene indicato Dio sono: il già citato ʾEl; ʾEl ʿElyon (ʿelyon nel significato di "alto" "più alto"); ʾEl ʿOlam ("Dio Eterno"); ʾEl Shaddai (significato oscuro, forse "Dio Onnipotente"); ʾEl Roʾi (significato oscuro, forse "Dio che mi vede"); ʾEl Berit ("Dio dell'Alleanza"); ʾEloah, (plurale: ʾElohim , meglio ha-ʾElohim il "Vero Dio" anche al plurale quindi; ha per distinguerlo dalle divinità delle altre religioni o anche ʾElohim ḥayyim, con il significato di "Dio vivente"); ʾAdonai (reso come "Signore"). Il nome che appare più spesso nella Bibbia ebraica è quello composto dalle lettere ebraiche י (yod) ה (heh) ו (vav) ה (heh) o tetragramma biblico (la scrittura ebraica è da destra a sinistra): traslitterato quindi come YHWH, il nome proprio del Dio di Israele.[11] Gli ebrei si rifiutano di pronunciare il nome di Dio presente nella Bibbia, cioè י*ה*ו*ה (tetragramma biblico) per tradizioni successive al periodo post-esilico e quindi alla stesura della Torah. L'Ebraismo insegna che questo nome di Dio, pur esistendo in forma scritta, è troppo sacro per essere pronunciato. Tutte le moderne forme di Ebraismo proibiscono il completamento del nome divino, la cui pronuncia era riservata al sommo sacerdote, nel Tempio di Gerusalemme. Poiché il Tempio è in rovina, il nome non è attualmente mai pronunciato durante riti ebraici contemporanei. Invece di pronunciare il tetragramma durante le preghiere, gli ebrei dicono Adonai, cioè "Signore". Nelle conversazioni quotidiane dicono HaShem (in ebraico "il nome", come appare nel libro del Levitico XXIV,11) quando si riferiscono a Dio. Per tale ragione un ebreo osservante scriverà il nome in modo modificato, ad esempio come D-o. Gli ebrei oggi durante la lettura del Tanakh (Bibbia ebraica) quando trovano il tetragramma (presente circa 6000 volte) non lo pronunciano.
- Nell'ambito della letteratura religiosa arabo musulmana il nome di Dio è Allāh (الله) riservando il nome generico di ilāh (إله; nel caso del Dio unico allora al-Ilāh il-Dio) per le divinità delle altre religioni. Il termine arabo Allāh viene probabilmente dall'aramaico Alāhā[12]). Nel Corano, il libro, sacro dell'Islam, l'Essere supremo rivela che i suoi nomi sono Allāh e Rahmān (il "Misericordioso"). La cultura islamica parla di 99 "Bei Nomi di Dio" (al-asmā‘ al-husnà), che formano i cosiddetti nomi teofori, abbondantemente in uso in aree islamiche del mondo: 'Abd al-Rahmān, 'Abd al-Rahīm, 'Abd al-Jabbār, o lo stesso 'Abd Allāh, formati dal termine "'Abd" ("schiavo di"), seguito da uno dei 99 nomi divini.
- Nella lingua sumera il grafema distintivo della divinità è  (dingir), probabilmente inteso come "centro" da cui la divinità si irradia.[13]
- Nella cultura religiosa sanscrita, fonte del vedismo, del brahmanesimo e dell'induismo, il nome generico di un dio è deva (देवता) riservando, a partire dall'induismo, il nome di Īśvara (ईश्वर, "Signore", "Potente", dalla radice sanscrita īś "avere potere") alla divinità principale.[14] Il termine deva è correlato, come ad esempio il termine latino deus, alla radice indoeuropea già citata richiamante lo "splendore", la "luminosità". In tale alveo la divinità femminile si indica con il nome di devī, termine che indicherà con la Mahādevī (Grande Dea) un principio femminile primordiale e cosmico di cui le singole divinità femminili non sono che manifestazioni.[15]
- Nella cultura religiosa iranica preislamica il termine utilizzato è l'avestico Ahura ("Signore") che corrisponde al sanscrito Asura;[16] acquisendo il nome di Ahura Mazdā ("Signore Saggio" persiano اهورا مزدا) l'unico dio del monoteismo zoroastriano.[17]
- Nell'ambito della fede bahá’í, nel Kitáb-i-Íqán, la principale opera teologica baha’í, Dio viene descritto come “Colui Che è l’Orbe centrale dell’universo, sua Essenza e suo Fine ultimo”. Bahá’u’lláh insegna che Dio non è mai stato e mai sarà direttamente conoscibile ai comuni mortali, ma che i suoi attributi le sue qualità e i suoi insegnamenti si possono apprendere, e si sono gradualmente evoluti nella nostra comprensione, imparandoli dalle sue manifestazioni divine (che nella teologia bahá’í sono ravvisabili lontanamente anche negli avatar induisti o nei profeti antecedenti Abramo). Le più recenti e tuttora onorate e amate manifestazioni sono i grandi profeti ed insegnanti delle principali tradizioni religiose e includono Krishna, Buddha, Zoroastro, Maometto, Bahá’u’lláh... La fede bahá’í è in sé prettamente monoteistica, predica dunque l’unità  di tutte le religioni e insegna che queste antichissime, antiche e molteplici rivelazioni sono state necessarie per soddisfare i bisogni dell'uomo e dell’umanitá, furono adatte ai diversi tempi storici dello sviluppo umano e alle sue varie culture, e tutte loro fanno parte di un unico piano divino di rivelazione progressiva per l’educazione dell’umanitá.
- Il carattere cinese per "dio" è 神 (shén). Esso si compone al lato sinistro di 示 ( shì "altare" oggi nel significato di "mostrare") a sua volta composto da 丁 (altare primitivo) con ai lati 丶 (gocce di sangue o di libagioni). E a destra 申 (shēn, giapp. shin o mōsu) sta per "dire" "esporre" qui meglio come "illuminare", "portare alla luce". Quindi ciò che dall'altare conduce alla chiarezza, alla luce, dio. Rende il sanscrito deva e da questo deriva sia il lemma giapponese di carattere identico ma pronunciato come shin sia quello coreano 신 (sin) e il termine vietnamita thân. Anche il tibetano lha. Quindi 天神 (tiānshén, giapp. tenjin, tennin, coreano 천신 ch'ŏnsin vietnamita thiên thần: dio del cielo) dove al già descritto carattere 神 si aggiunge 天 (tiān, giapp. ten) col significato di "cielo", "celeste", dove si mostra ciò che è in "alto" è "grande" (大 persona con larghe braccia e grandi gambe ad indicare ciò che è "largo", "grande").

## Fenomenologia della religione
Il termine "dio" si applica ad ambiti storicamente e culturalmente diversi e non è quindi facilmente definibile. Nella fenomenologia della religione viene individuato un'origine condivisa di tali significati, collocabile nella comune esperienza del sacro e della straordinarietà della sua potenza. La complessità della definizione, così come la tensione dell'esperienza religiosa verso qualcosa di "totalmente altro" rispetto a ciò che è ordinariamente percepito, è efficacemente descritta dallo studioso delle religioni olandese Gerardus van der Leeuw:
(Gerardus van der Leeuw. Phänomenologie der Religion (1933). In italiano:Fenomenologia della religione. Torino, Boringhieri, 2002, pagg.7-8)
(Gerardus van der Leeuw. Op.cit. pagg.11-2)
Sempre in ambito fenomenologico-religioso si è ritenuto di individuare delle costanti nei significati e nelle rappresentazioni attribuite al "dio" inteso come essere supremo nelle differenti culture:
(Mircea Eliade. Traité di historie des religions (1948). In italiano:Trattato di storia delle religioni. Torino, Boringhieri, 1984, pag.42)
(Geo Widengren. Religionsphänomenologie (1969). In italiano: Fenomenologia della religione. Brescia. EDB, 1984, pag.121)

## Analisi filosofica

### Filosofia greca

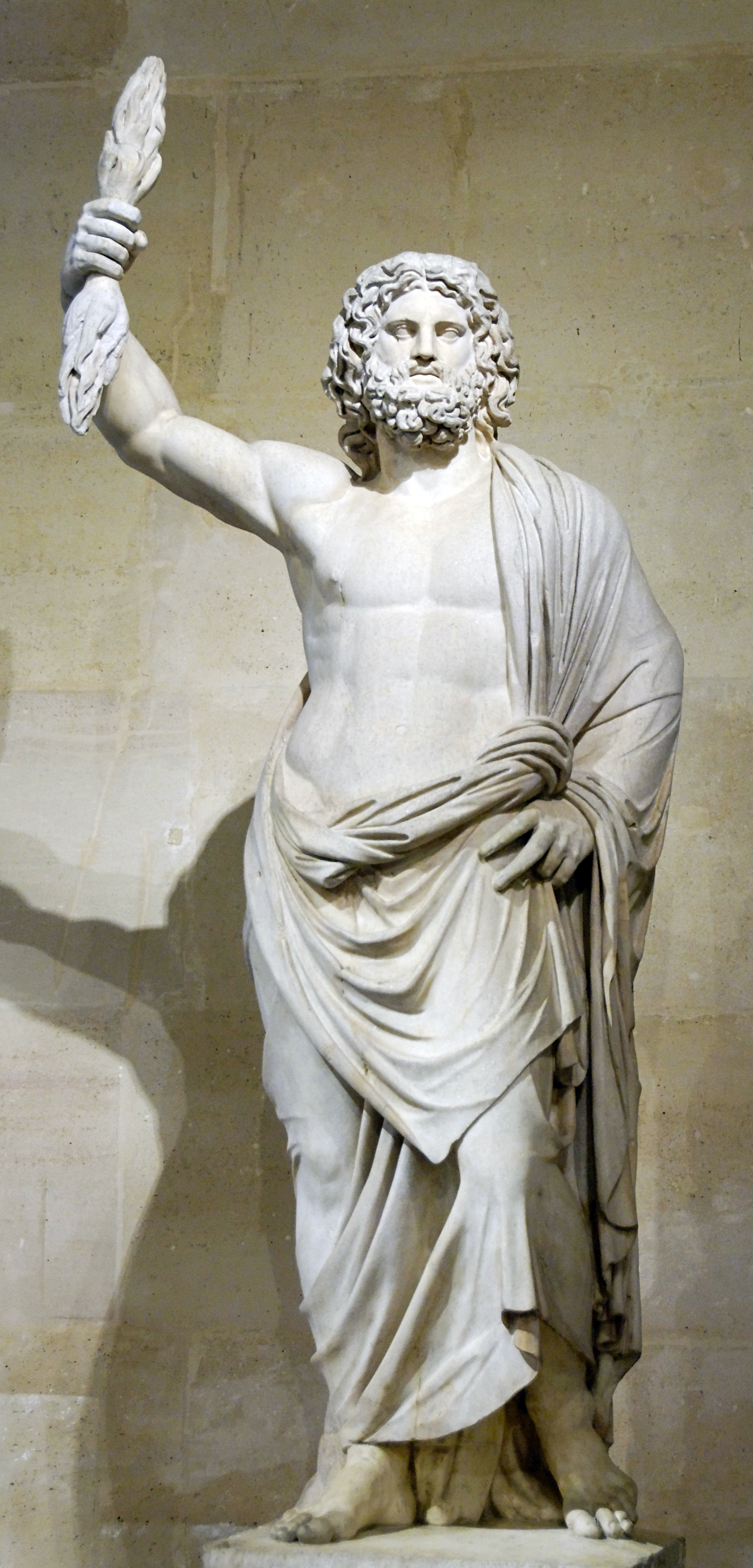
Zeus di Smirne 250 d.C., Museo del Louvre, Parigi. Nella religione greca Zeus è considerato il Re degli dèi

I Greci si posero anche il problema dell'esistenza di Dio. Numerosi filosofi si occuparono, più o meno indirettamente, della questione. Nei presocratici ad esempio la filosofia naturalistica, che dominava sulle altre, spesso condusse alla ricerca di un principio primo o archè, sia nei filosofi di Mileto che in Eraclito, oppure ad un Essere come negli eleati (Parmenide su tutti). Anassagora riteneva l'universo mosso da un'intelligenza suprema (Nous), mentre Democrito sembrava non contemplare l'idea di un disegno divino nel cosmo.
Socrate, come riporta Senofonte nei Memorabili, fu particolarmente votato all'indagine sul divino: svincolandolo da ogni interpretazione precedente, lo volle caratterizzare come "bene", "intelligenza" e "provvidenza" per l'uomo. Egli affermava di credere in una particolare divinità, figlia degli dèi tradizionali, che indicava come dáimōn: uno spirito-guida senza il quale ogni presunzione di sapere è vana. In Socrate infatti ricorre spesso il tema della sapienza divina più volte contrapposta all'ignoranza umana. Concetto ribadito anche a conclusione della sua Apologia: 
(Platone, Apologia di Socrate, 42 a)
Platone parla del divino in molti dei suoi Dialoghi. Nella Repubblica, per esempio, fa una critica alle visioni del tempo, secondo le quali il Dio (o gli dèi) era presentato con molti vizi umani. Nel libro X delle Leggi tenta di articolare una prova dell'esistenza del divino partendo dal movimento e dall'anima, e difende in modo preciso l'idea di una provvidenza divina rispetto al mondo umano. Aristotele giungerà a dimostrare la necessità filosofica di un dio come motore immobile, causa prima non causata. Egli suddivideva le scienze in tre rami:
- fisica, in quanto studio della natura;
- matematica, o studio dei numeri e delle quantità;
- e teologia, da lui giudicata la più eccelsa delle scienze,[21] dato che il suo argomento, il divino e le sostanze separate, rappresenta l'essere più alto e degno di venerazione.

Secondo Aristotele solo il divino è vero essendo «fisso e immutabile»; l' essere vero, come già in Parmenide e Platone, è ciò che è «necessario», perfetto, quindi stabile, non soggetto a mutamenti di nessun genere. Il divenire invece è una forma inferiore di realtà che si può anche studiare, ma non conduce ad alcun sapere universale.
(Aristotele, Metafisica, Libro VI, 1º, 1026 a)
La filosofia nel senso più alto era quindi da lui intesa solo come "scienza del divino", ovvero «scienza dell'essere in quanto essere», distinto dall'«essere per accidente» che concerne la semplice realtà naturale e percepibile. Ad esempio la filosofia naturalistica come quella di Talete e Anassimandro, di Leucippo e di Democrito, era per lui solo una forma di sotto-conoscenza dell'accidentale, del precario e del particolare.
(Aristotele, Metafisica, XII, 7, 10-12)

### Deismo
La visione deista della divinità sottintende la convinzione di poter giustificare razionalmente l'esistenza di un dio, tipo di visione diffusasi soprattutto nell'età dell'Illuminismo. Deista era, per esempio, Voltaire. Il deismo ritiene che l'uso corretto della ragione consenta all'uomo di elaborare una religione naturale e razionale completa ed esauriente, capace di spiegare il mondo e l'uomo. Esso prescinde completamente da ogni rivelazione positiva e le si oppone, basandosi su alcuni principi elementari, primo fra tutti quello dell'esistenza della divinità come base indispensabile per affermare e spiegare l'ordine, l'armonia e la regolarità nell'universo.
Il concetto alla base del deismo, quello di una divinità eminentemente creatrice, ma anche ordinatrice e razionalizzatrice, è immediatamente utilizzabile, nell'ambito della classificazione tra teoetotomie e religioni ed in ottica etnologica, per identificare questi secondi modelli rispetto alle prime. In una religione rivelata infatti la divinità non esplica solo una funzione creatrice ma anche quella di censore/supervisore etico dell'uomo. Questa modalità di intendere il profilo della divinità è una modalità contingente che si può ritrovare solo su sistemi di culto connessi con modelli sociali di tipo classistico. Il passaggio da modelli deistici a modelli teoetotomistici, corroborato da varie evidenze antropologiche, è stato invocato per spiegare il mito del peccato originale.
Questa trasformazione socio culturale può essere infatti invocata per interpretare il passaggio dalla condizione anteriore alla manducazione del pomo dell'albero, detto dall'agiografo della conoscenza del bene e del male, in cui l'uomo, vivendo in contesti deistici non era in grado di sperimentare la condizione di conoscenza di eventuali gesti e scelte da intendere quale opposizione alla volontà della divinità (male) da gesti e atteggiamenti graditi alla stessa (bene). Le forme deistiche, non teoetotomistiche, non contemplano infatti alcun concetto di peccato/corruzione/impurità. Questo implica che in esse la sfera etica sia sottratta dall'ambito confessionale, di fede. L'uomo dunque non può conoscere il bene e il male. È immediata la possibilità di identificare questa valenza nel nome dato all'albero in questione.
La conoscenza del bene e male, vere e proprie categorie teologiche, è infatti possibile solo in un contesto dove la divinità emani norme e leggi o principi etici a cui l'individuo si deve attenere, pena l'incorrere in sanzioni/condanne. La concezione deistica, nata in un'epoca fortemente segnata dalle guerre di religione, intende così, mediante il solo uso della ragione, porre fine ai contrasti fra le varie religioni rivelate in nome di quell'univocità della ragione, sentita, in particolare nell'ottica dell'illuminismo, come l'unico elemento in grado di accomunare tutti gli esseri umani.

## Influenza culturale
Letteratura
La figura di Dio è il tema centrale di molte opere della letteratura mondiale.
- Dante Alighieri, poeta fiorentino del XIII secolo e padre della lingua italiana, nel XXXIII canto del Paradiso della Divina Commedia nel verso 145, si riferisce a Dio con queste parole: «L'Amor che move il sole e l'altre stelle».
- Kabīr, poeta e mistico hindu del XV secolo, nella sua raccolta denominata Sākhī[25] (Testimonianza) così si esprime: «Canta la gloria di Dio, e la tua bocca si colmerà di dolcezza, mentre la Sua benevolenza ti scalderà l'anima. Il nome che pronunci legherà il tuo spirito al Parmātmā[26]».
- Søren Kierkegaard, filosofo cristiano luterano danese, nella sua opera Postilla conclusiva non scientifica alle briciole di filosofia parlando delle qualità di Dio e della sua esistenza, dà questa originale definizione: «Dio non pensa, Egli crea. Dio non esiste, Egli è eterno. L'uomo pensa ed esiste e l'esistenza separa pensiero ed essere, li distanzia l'uno dall'altro nella successione».[27]

### La nozione di divinità nella storia e nelle culture religiose
- Sumeri - Dio (Sumeri)
- Egizi - Divinità egizia
- Babilonesi - Mitologia babilonese
- l'Iran antico e nell'Avestā - Ahura Mazdā
- Ebraismo - Dio (ebraismo) e Yahweh
- Religione greca - Dio (Greci)
- Religione romana - Dio (Romani)
- Cristianesimo - Dio (Cristianesimo)
- Gnosticismo - Dio (Gnosticismo)
- Manicheismo - Dio (Manicheismo)
- Islām - Dio (Islam) e Allah
- Induismo - Dio (Induismo) e Brahman
- Buddhismo - Natura di Buddha, Adi-Buddha, Buddha eterno
- Nuovi movimenti religiosi - Dio (nuovi movimenti religiosi)

### Altre voci
- Sacro
- Esistenza di Dio
- Fede
- Monoteismo
- Panteismo
- Provvidenza
- Onnipotenza
- Teologia
- Semidio